# Paradise (Utah)
Paradise – miasto w Stanach Zjednoczonych, w stanie Utah, w hrabstwie Cache.